# Kościół św. Stanisława w Jawornicy
Kościół św. Stanisława Biskupa i Męczennika w Jawornicy – kościół rzymskokatolicki w dekanacie Lubliniec, diecezji gliwickiej.
Znajduje się na granicy Lublińca i wsi Jawornica, jednak administracyjnie należy do Jawornicy w gminie Kochanowice.

## Historia
Jawornica stanowiła dawniej część parafii św. Mikołaja w Lublińcu. Z powodu znacznego oddalenia miejscowości od kościoła parafialnego w Lublińcu oraz rozbudowy Jawornicy, jej mieszkańcy, a przede wszystkim proboszcz w Lublińcu, czynili starania o zezwolenie na budowę nowego kościoła.
W czerwcu 1977 r. uzyskano odpowiednią zgodę i wiosną 1978 r. przystąpiono do prac budowlanych.

25 czerwca 1980 r. dekretem Biskupa Katowickiego erygowano w Lublińcu przy ul. Misia nową parafię św. Stanisława Biskupa i Męczennika.
Dwa tygodnie później, 6 lipca 1980 r. zginął przy budowie budowniczy kościoła, proboszcz parafii św. Mikołaja, ks. dziekan Paweł Miś.
Poświęcenia nowo zbudowanego kościoła dokonano 12 października 1980.

## Organy
Organy sprowadzono do Jawornicy z parafii Wniebowzięcia NMP w Katowicach na początku XXI wieku.  Na bieżąco są wykonywane drobne naprawy z powodu problemami ze starymi mieszkami oraz wadliwymi elektromagnesami. W styczniu 2021 roku Jakub Mizera uruchomił 95% instrumentu i poddał go wstępnemu strojeniu. 
Dyspozycja instrumentu:
| Manuał I        | Manuał II              | Pedał         |
| --------------- | ---------------------- | ------------- |
| 1. Pryncypał 8' | 1. Flet 8'             | 1. Subbas 16' |
| 2. Bourdon 8'   | 2. Salicet 8'          | 2. Fletbas 8' |
| 3. Oktawa 4'    | 3. Bachflet 4'         |               |
|                 | 4. Pikolo 2'           |               |
|                 | 5. Sesquialthera 3 ch* |               |